# Pelópidas Soares
Pelópidas Soares da Silva (Catende, 27 de março de 1922 — Recife, 10 de maio de 2007) foi um comerciante, escritor e político brasileiro.

## Carreira
Seu pendor literário manifestou-se cedo, mas sua atividade principal foi o comércio.
Na política ocupou em duas legislaturas o cargo de presidente da Câmara Municipal de Catende.
Em sua cidade fundou colégios, clubes culturais e recreativos, bibliotecas e revistas, ao mesmo tempo que publicava artigos, contos e poemas em jornais do interior, do Recife e de outros estados. Escreveu teatro de bonecos; suas peças O Boato e O Galo Maluco foram representadas no Recife e em várias cidades do interior de Pernambuco. O Galo Maluco foi encenada pelo Teatro dos Estudantes de Pernambuco, direção de Hermilo Borba Filho, com cenários de Aloísio Magalhães e voz de Ariano Suassuna.
Teve poemas traduzidos para o espanhol por Gaston Figueira, do Uruguai, e Leopoldo Gaston Oliver, de Porto Rico. Foi detentor de onze prêmios literários.
Fundou, juntamente com Mário Souto Maior e Guerra de Holanda, a Academia dos Novos.
Foi membro da Academia Pernambucana de Letras, ocupando a cadeira 27, tendo sido empossado em 11 de outubro de 1983. Pertenceu também à Academia de Letras e Artes do Nordeste (ALANE) e foi membro da União Brasileira de Escritores (UBE/PE).

## Vida associativa
Foi membro das seguintes entidades literárias:
- Academia de Letras e Artes do Nordeste
- Academia Pernambucana de Letras
- União Brasileira de Escritores - Seção Pernambuco.

## Obras publicadas
Pelópidas Soares publicou as seguintes obras:
- A outra e outros - 1976 [nota 1]
- Cordão dos bichos - 1980 [nota 2]
- Alaursa - 1998
- A nau do cata-vento - 2004
- Outro sol se levanta - 2007.